# Dubo-Osokorivka, Sînelnîkove
Dubo-Osokorivka (în ucraineană Дубо-Осокорівка) este un sat în comuna Varvarivka din raionul Sînelnîkove, regiunea Dnipropetrovsk, Ucraina.

## Demografie
Componența lingvistică a localității Dubo-Osokorivka
     Ucraineană (92,11%)
     Rusă (7,89%)
Conform recensământului din 2001, majoritatea populației localității Dubo-Osokorivka era vorbitoare de ucraineană (92,11%), existând în minoritate și vorbitori de rusă (7,89%).